# Železnička (Novi Sad)
Železnička (srbsky Желеничка) je ulice v hlavním městě srbské autonomní oblasti Vojvodina, Novi Sad. Cca 450 m dlouhá komunikace spojuje Trg Mladenaca (náměstí Mládeže) s Třídou osvobození v jižní části města. Známá je díky zlatnickým obchodům a svatebním salonům.
Ulice vznikla z přirozené spojnice novosadského starého nádraží se středem města. Představovala východní okraj původního Nového Sadu (směrem k dnešnímu korytu Dunaje se nacházely jen močály). Původně tvořila jeden celek s dnešní třídou Alekse Šantića, nicméně později byly obě rozděleny.
Za maďarské okupace Vojvodiny nesla název Petőfi utca. Po přemístění novosadského nádraží na sever města a výstavbě Třídy osvobození (srbsky Bulevar oslobođenja) byla rozdělena na dvě části. Název odkazující na cestu k původní železniční stanici byl nicméně ulici ponechán. Ulicí dlouhodobě jezdily tramvaje.